# Halte Oukooperdijk
Halte Oukooperdijk was een stopplaats aan de voormalige spoorlijn Aalsmeer - Nieuwersluis-Loenen. De halte werd geopend op 1 december 1915 en gesloten op 1 juni 1922. Het haltegebouw, daterend uit het jaar 1912, bestaat nog steeds en ligt aan de Oukoop in Nieuwer ter Aa.
Abcoude · 
Amersfoort:
-Centraal · 
-Schothorst · 
-Vathorst · 
Baarn · 
Bilthoven · 
Breukelen · 
Bunnik · 
Den Dolder · 
Driebergen-Zeist · 
Hoevelaken · 
Hollandsche Rading ·
Houten · 
-Castellum · 
Leerdam · 
Maarn · 
Maarssen · 
Rhenen · 
Soest · 
-Zuid · Soestdijk · 
Utrecht:
-Centraal · 
-Leidsche Rijn · 
-Lunetten · 
-Maliebaan · 
-Overvecht · 
-Terwijde · 
-Vaartsche Rijn · 
-Zuilen · 
Veenendaal: 
-Centrum · 
-West · 
Vleuten · 
Woerden
Voormalige stations: zie de lijst van voormalige spoorwegstations in Utrecht